# Stanisław Urbańczyk (poseł)
Stanisław Urbańczyk (ur. 19 grudnia 1900 w Komorowicach, obecnie część Bielska-Białej, zm. ?) – polski działacz polityczny i inżynier włókiennik, poseł na Sejm I kadencji (1952–1956).

## Życiorys
Zdobył wykształcenie wyższe, z zawodu inżynier włókiennik. Był naczelnym inżynierem w Zakładach Przemysłu Bawełnianego w Łodzi. Wstąpił do Polskiej Zjednoczonej Partii Robotniczej. W kadencji 1952–1956 zasiadał w Sejmie PRL z okręgu Łódź. Należał do Zespołu Poselskiego Miasta Łodzi i Komisji Przemysłu.